# The Ghost Goes West
The Ghost Goes West is een Britse filmkomedie uit 1935 onder regie van René Clair. Destijds werd de film uitgebracht onder de titel Een spook te koop.

## Verhaal
Een rijke Amerikaan koopt een kasteel in Schotland. Hij breekt het bouwwerk af en laat het verplaatsen naar zijn geboorteland. Het slotspook verhuist mee naar de VS.

## Rolverdeling
| Acteur             | Personage                        |
| ------------------ | -------------------------------- |
| Robert Donat       | Murdoch Glourie / Donald Glourie |
| Jean Parker        | Peggy Martin                     |
| Eugene Pallette    | Joe Martin                       |
| Elsa Lanchester    | Juffrouw Shepperton              |
| Ralph Bunker       | Ed L. Bigelow                    |
| Patricia Hilliard  | Herderin                         |
| Everley Gregg      | Gladys Martin                    |
| Morton Selten      | The Glourie                      |
| Chili Bouchier     | Cleopatra                        |
| Mark Daly          | Stalknecht van Murdoch           |
| Herbert Lomas      | Fergus                           |
| Elliott Mason      | Mevrouw MacNiff                  |
| Hay Petrie         | The McLaggen                     |
| Quentin McPhearson | Mackaye                          |